# Garry Trudeau
Garretson Beekman Trudeau (New York, 21 luglio 1948) è un fumettista statunitense.
Ha frequentato l'Università di Yale verso la fine degli anni sessanta ed è lì che ha creato la sua opera più famosa, la striscia a fumetti Doonesbury, che era intitolata Bull Tales nelle prime edizioni.
Doonesbury è oggi pubblicata su quasi 1400 tra quotidiani e riviste nel mondo.
Trudeau è stato il primo disegnatore di fumetti a vincere un premio Pulitzer, nel 1975. Ha vinto anche un premio Oscar nella categoria dei cortometraggi animati con il film A Doonesbury Special.
Oltre alla striscia, Trudeau ha scritto commedie (Rap Master Ronnie e a Doonesbury musical) e la mini-serie televisiva Tanner '88, diretta da Robert Altman nel 1988.
Ha sposato la giornalista Jane Pauley nel 1980 e non ha vincoli di parentela con il primo ministro canadese Pierre Elliot Trudeau.
Trudeau non appare spesso in pubblico. L'unica sua comparsa televisiva risale al 1971, dove in una puntata del quiz To Tell the Truth tutti i concorrenti tranne uno non riuscirono ad indovinare chi fosse.
Nel 2004 Trudeau, tramite la striscia a fumetti, ha messo a disposizione un premio di 10.000 dollari per chiunque portasse prova inconfutabile che George W. Bush avesse assolto ai suoi doveri militari negli anni settanta.
Nel 2013 ha ideato la serie televisiva Alpha House, prodotta e pubblicata da Amazon.com.